# Comunitat de comunes del Provinois
La Comunitat de comunes del Provinois (oficialment: Communauté de communes du Provinois) és una Comunitat de comunes del departament de Sena i Marne, a la regió de l'Illa de França.
Creada al 2013, està formada 40 municipis i la seu es troba a Provins.

## Municipis
1. Augers-en-Brie
2. Bannost-Villegagnon
3. Beauchery-Saint-Martin
4. Beton-Bazoches
5. Bezalles
6. Boisdon
7. Cerneux
8. Chalautre-la-Grande
9. Chalautre-la-Petite
10. Champcenest
11. La Chapelle-Saint-Sulpice
12. Chenoise
13. Courchamp
14. Courtacon
15. Cucharmoy
16. Frétoy
17. Jouy-le-Châtel
18. Léchelle
19. Longueville
20. Louan-Villegruis-Fontaine
21. Maison-Rouge
22. Les Marêts
23. Melz-sur-Seine
24. Montceaux-lès-Provins
25. Mortery
26. Poigny
27. Provins
28. Rouilly
29. Rupéreux
30. Saint-Brice
31. Sainte-Colombe
32. Saint-Hilliers
33. Saint-Loup-de-Naud
34. Saint-Martin-du-Boschet
35. Sancy-lès-Provins
36. Soisy-Bouy
37. Sourdun
38. Villiers-Saint-Georges
39. Voulton
40. Vulaines-lès-Provins